# 센트럴리버구

센트럴리버구

센트럴리버구(Central River Division)는 감비아의 구로 행정 중심지는 매카시섬에 있는 잔잔부레(옛 이름 조지타운)이며 면적은 2,895km2, 인구는 201,378명(2010년 기준)이다. 10개의 하위 행정 구역(서풀라두, 잔잔부레, 남살룸, 니아미나단쿠쿠, 동니아미나, 서니아미나, 니아니, 니아니자, 사미, 북살룸)을 관할한다.
서쪽으로는 노스뱅크구, 남서쪽으로는 로어리버구, 동쪽으로는 어퍼리버구와 접하고 있고 북쪽과 남쪽으로는 세네갈과 국경을 접한다. 구 동쪽부터 서쪽까지 감비아강이 흐른다.